# Robert Clary
Robert Clary (gebürtig: Robert Max Widerman; * 1. März 1926 in Paris; † 16. November 2022 in Beverly Hills, Kalifornien) war ein französischer Schauspieler und Sänger, der überwiegend in den Vereinigten Staaten aktiv war.

## Leben
Clary kam 1926 als Sohn einer Krankenschwester und eines Schneiders zur Welt; er war das jüngste von insgesamt vermutlich 14 Kindern seines Vaters, der mit Clarys Mutter in zweiter Ehe verheiratet war. 1942, während der deutschen Besetzung wurden er und zwölf weitere seiner Familienangehörigen aufgrund ihrer jüdischen Herkunft verhaftet. Clary verbrachte drei Jahre in den Konzentrationslagern Auschwitz und Buchenwald. Er hatte auch eine Häftlingsnummer auf dem linken Unterarm und trug deshalb in seinen Filmen zumeist langärmlige Kleidung. Nach eigenen Aussagen freundete er sich in Buchenwald mit Jiří Žák an und verdankte dessen Unterstützung auch das Überleben. Ein dortiger Mitgefangener schlug ihm außerdem den Künstlernamen „Robert Clary“ vor, ausgehend von dem Film Les Adventures de Désirée Clary.
Nach dem Zweiten Weltkrieg zog Clary in die USA und trat dort als Sänger und Darsteller auf. 1951 gab er sein Filmdebüt in Frauenraub in Marokko mit Burt Lancaster. Von 1965 bis 1971 verkörperte er in der Kriegsgefangenenserie Ein Käfig voller Helden die Rolle des „Louis LeBeau“ und 1975 in Robert Wises Katastrophenfilm Die Hindenburg über den Zeppelinabsturz den Passagier „Joe Spah“. Im selben Jahr gab er in Delbert Manns Fernsehfilm The Legendary Curse of the Hope Diamond den französischen König Ludwig XVI. Er trat außerdem regelmäßig als Sänger auf.
Robert Clary lebte in Beverly Hills und war nach dem Tod von Richard Dawson im Jahr 2012 der letzte noch lebende Hauptdarsteller der Urbesetzung von Ein Käfig voller Helden. Er war von 1965 bis zu ihrem Tod mit Natalie Cantor (1916–1997), der Tochter des Künstlerehepaares Eddie und Ida Cantor, verheiratet. Clary starb 96-jährig in seinem Zuhause im kalifornischen Beverly Hills.

## Filmografie (Auswahl)
- 1951: Frauenraub in Marokko (Ten Tall Men)
- 1952: Abu Andar, Held von Damaskus (The Thief of Damascus)
- 1963: Eine neue Art von Liebe (A New Kind of Love)
- 1965–1971: Ein Käfig voller Helden (Hogan’s Heroes; Fernsehserie, 168 Folgen)
- 1969: Wo die Liebe hinfällt (Love, American Style; Fernsehserie, 1 Folge)
- 1972: Arnie (Fernsehserie; Fernsehserie, 1 Folge)
- 1972–1987: Zeit der Sehnsucht (Days of Our Lives; Fernseh-Seifenoper, feste Rolle)
- 1973: Schatten der Leidenschaft (The Young and the Restless; Fernsehserie, 2 Folgen)
- 1975: Die Hindenburg (The Hindenburg)
- 1978: Fantasy Island (Fernsehserie, 1 Folge)
- 1984: Operation: Maskerade (Masquerade; Fernsehserie, 1 Folge)
- 1985: General Hospital (Fernseh-Seifenoper)
- 1989: Familie Munster (The Munsters Today; Fernsehserie, 1 Folge)
- 1990–1992: Reich und Schön (The Bold and the Beautiful; Fernsehserie, 43 Folgen)